# Piotr Pytlakowski
Piotr Pytlakowski (ur. 25 listopada 1951 w Warszawie, zm. 31 grudnia 2024) – polski dziennikarz i scenarzysta, w latach 1997–2024 związany z tygodnikiem „Polityka”.

## Życiorys
Piotr Pytlakowski był synem Jerzego Pytlakowskiego i Sabiny z domu Wiernik (1918–1990), która pochodziła z rodziny żydowskiej i była siostrą pisarki Ireny Szymańskiej. Jej rodzice – Róża i Szymon – zostali zamordowani w czasie Holocaustu. Brat dziennikarki Krystyny Pytlakowskiej.
Ukończył zaoczne zawodowe studium nauk politycznych dla dziennikarzy przy Instytucie Dziennikarstwa Uniwersytetu Warszawskiego (nie uzyskując magisterium). Pracował m.in. w „Nowej Wsi”, „Przeglądzie Tygodniowym”, „Gazecie Wyborczej”, „Życiu Warszawy”, „Życiu”, a od 1997 do śmierci związany był z tygodnikiem „Polityka”, gdzie zajmował się dziennikarstwem śledczym i problematyką kryminalną. Był związany z ruchem Obywatele RP.
Zmarł 31 grudnia 2024. Pochowany na Cmentarzu Wojskowym na Powązkach.

## Wyróżnienia
- 1999 – laureat nagrody Grand Press w kategorii „dziennikarstwo śledcze”
- 2024 – laureat 27. Nagrody im. Jana Długosza za książkę Strefa niepamięci[7]

## Filmografia
- W poszukiwaniu utraconych lat (2001) – scenariusz[8]
- Alfabet mafii (2004) – dziennikarz, komentarze[8]
- Alfabet mafii. Dekada mafijnej Warszawy (2004) – dziennikarz, komentarze[8]
- Świadek koronny (2007) – scenariusz (sekwencje retrospektywne; fragmenty serialu Odwróceni)[8]
- Odwróceni (2007) – scenariusz[8]
- Ścigany (2010) – reżyseria[8]
- Wszystkie ręce umyte. Sprawa Barbary Blidy (2010) – scenariusz, reżyseria[8]
- Zbrodnie, które wstrząsnęły Polską (2012) – dziennikarz, scenariusz[8]

## Publikacje
- Piotr Pytlakowski, Republika MSW, Warszawa: „Andy Grafik” 1991, ISBN 978-83-85265-11-5.
- Piotr Pytlakowski, Czekając na kata. Rozmowy ze skazanymi na śmierć, Warszawa: Niezależna Oficyna Wydawnicza 1996, ISBN 978-83-7054-099-9.
- Ewa Ornacka, Piotr Pytlakowski, Alfabet mafii, Warszawa: Prószyński i S-ka 2004, ISBN 978-83-7337-889-6.
- Sylwester Latkowski, Piotr Pytlakowski, Olewnik. Śmierć za 300 tysięcy, Warszawa: Świat Książki 2009, ISBN 978-83-247-1680-7.
- Sylwester Latkowski, Piotr Pytlakowski, Wszystkie Ręce Umyte. Sprawa Barbary Blidy, Warszawa: Wydawnictwo Muza S.A. 2010, ISBN 978-83-7495-878-3.
- Sylwester Latkowski, Piotr Pytlakowski, Agent Tomasz i Inni. Przykrywkowcy, Warszawa: Świat Książki 2010, ISBN 978-83-247-1916-7.
- Sylwester Latkowski, Piotr Pytlakowski, Biuro tajnych spraw. Kulisy Centralnego Biura Śledczego, Warszawa, Wydawnictwo Czarna Owca 2012, ISBN 978-83-7554-432-9.
- Ewa Ornacka, Piotr Pytlakowski, Nowy alfabet mafii, Dom Wydawniczy Rebis 2013
- Ewa Ornacka, Piotr Pytlakowski, Wojny Kobiet, Dom Wydawniczy Rebis 2013
- Piotr Pytlakowski, Trynkiewicz i inni. Rozmowy ze skazanymi na karę śmierci, Media obok 2014, Wydanie II ISBN 978-83-935-5138-5.
- Piotr Pytlakowski, Szkoła szpiegów, Warszawa, Wydawnictwo Czerwone i Czarne 2014, ISBN 978-83-7700-158-5.
- Piotr Pytlakowski, Ścigani. Piotr Pytlakowski rozmawia z szefami Art-B, Warszawa, Wydawnictwo Czerwone i Czarne 2015, ISBN 978-83-7700-205-6.
- Piotr Pytlakowski, Piotr Wróbel, Mój agent Masa, Poznań, Dom wydawniczy Rebis 2015
- Piotr Pytlakowski, Królowa Mafii,  Dom Wydawniczy Rebis 2016
- Sylwester Latkowski, Piotr Pytlakowski, Koronny Nr 1. Pseudonim Masa, Dom Wydawniczy Rebis, 2017
- Piotr Pytlakowski, Wspomnienia konduktora wagonów sypialnych. Powieść osobista, Warszawa: Wydawnictwo Czerwone i Czarne 2017, ISBN 978-83-7700-267-4.
- Artur Kowalewski, Piotr Pytlakowski, Odwróceni. Książka na podstawie scenariusza serialu TVN, Dom Wydawniczy Rebis, 2019
- Piotr Pytlakowski, Ich matki, nasi ojcowie. Niewygodna historia powojennej Polski, Poznań, Dom wydawniczy Rebis 2020